# Mulona schausi
Mulona schausi là một loài bướm đêm thuộc phân họ Arctiinae, họ Erebidae.